# 重盛政史
重盛 政史（しげもり まさふみ、1966年6月3日 - ）は、福井放送 (FBC) 報道制作局専任局長。元同局のアナウンサー、ディレクター、ラジオ営業部長。

## 来歴
東京都豊島区出身。駒澤大学を卒業後、1989年にFBCに入社。
制作部配属となり、アナウンサーとテレビ番組・ラジオ番組の制作を兼務。担当番組の構成・演出・編集も自ら手がけ、日本民間放送連盟賞やギャラクシー賞選奨などを受賞。アナウンス業務においても数多く受賞している（後述）。
ラジオでは、1991年4月から2003年10月まで『重盛政史のげんき一番』のメインパーソナリティを務めていた。そしてテレビでも、長年『ふれあい若狭』のナレーターを務めていた。2008年7月24日には、全国高等学校野球選手権福井大会実況のために席を外した岩本和弘に代わり、11時から久しぶりに『げんき一番』を担当した。
ラジオセンター制作担当部長に就任。2023年4月5日からは報道制作局専任局長と兼任しながら、水曜日の『午後はとことん よろず屋ラジオ』を担当している。

## 受賞歴

### アナウンスメント関連
- 2000年 - JRN アノンシスト賞 優秀賞受賞 【ラジオCM部門】 「SONY VEGA」
- 2002年3月 - 第23回NNSアナウンス大賞 ラジオ部門 大賞受賞
- 2002年6月 - JRN アノンシスト賞 優秀賞受賞 【ラジオ読み・ナレーション部門】
- 2006年4月 - JRN アノンシスト賞 優秀賞 【CM部門】 「キリンビール あの人にカンパイ」

### 制作番組関連
- 1998年度 - 日本民間放送連盟賞 ラジオ生ワイド部門 優秀賞受賞「重盛政史のげんき一番」構成・演出・パーソナリティ担当
- 1999年度 - 日本民間放送連盟賞 ラジオ娯楽部門 優秀賞受賞「ふるさとうたがたり」構成・脚本・演出担当
- 2001年度 - 日本民間放送連盟賞 ラジオエンターティンメント部門 優秀賞受賞
- 2001年度 - 第39回ギャラクシー賞 奨励賞受賞「ふるさとうたがたり〜今川節の遺したもの〜」構成・脚本・演出・主演（今川節役）担当
- 2005年度 - 日本民間放送連盟賞 ラジオ教養番組部門 優秀賞受賞
- 2005年度 - 第43回ギャラクシー賞 選奨受賞「時を越えて…あぁ青春のDSK〜だるま屋少女歌劇団〜」構成・脚本・演出担当
- 2005年度 - 日本民間放送連盟賞 ラジオ教養番組部門 優秀賞受賞「明治人物伝 魅惑の奇術師 松旭斎天一」構成・脚本・演出担当
- 2010年度 - 日本民間放送連盟賞 CM部門（ラジオCM 第2種） 最優秀賞受賞「守りたい ふるさと ふくいの音」プロデューサー[6]
- 2011年度 - 日本民間放送連盟賞 教養番組部門 優秀賞受賞、第49回ギャラクシー賞 奨励賞受賞「FBCラジオ特集 日本一短い手紙たち 一筆啓上賞 涙から明日へ…」ナレーター・構成・演出・編集担当[5]

## 過去の担当番組

### FBCテレビ
- ふれあい若狭 - ナレーター
- NNN中部ブロックネット番組「芸能人の行きつけの店」「ローカル線の旅」（1993年・1994年）
- FBC福留功男のスーパークイズ（1995年） - 敗戦参加者インタビュアー。本家『アメリカ横断ウルトラクイズ』における敗者の味方役。
- ANN年末特番・全国おもしろニュースグランプリ（1996年） - 珍騒動部門賞獲得
- 飯島愛のテレビ倶楽部（FBCローカル放送13回シリーズ、1998年1月 - 3月）
- 24時間テレビ 「愛は地球を救う」 - 特番司会進行、ローカル枠募金告知
- スポーツ中継 - ベンチ・応援席リポーター
- ニュース
- 天気予報
- おじゃまっテレ - 金曜メインキャスター

### FBCラジオ
- 重盛政史のげんき一番（1991年4月 - 2003年9月）
- ニュース
- 天気予報
- ポップスタイム
- 起きてナイト パジャマでNight
- 重盛政史のどんなモーニング？
- 午後はとことんワイド - 「しげちゃん横丁 Hey!まいど」「しげちゃん横丁 Hey!らっしゃい」担当[2]
- 歳末ラジオ2008〜ゆくゆくスペシャル〜（2008年12月29日・31日）
- 歳末ラジオ2009〜年忘れ！紅白レコード歌合戦〜（2009年12月30日）
- ラジ音倶楽部[7]
- 情熱Night! - 火曜パーソナリティ
- FBCラジオ土曜スペシャル - 不定期出演
- FBCラジオキャンパス〜いいもの探検隊〜
- 良ーいドン!! - 金曜パーソナリティ
- 福山雅治と荘口彰久の「地底人ラジオ」（2023年7月22日、渋谷のラジオ） - FBCでのネット開始に伴い、電話で出演